# 白芨沟街道
白芨沟街道，是中华人民共和国宁夏回族自治区石嘴山市大武口区下辖的一个乡镇级行政单位。

## 行政区划
白芨沟街道下辖以下地区：
白芨沟社区、麻黄沟社区和大峰社区。